# Shingo Suzuki
Shingo Suzuki (鈴木 慎吾 Suzuki Shingo?), född 20 mars 1978 i Saitama prefektur, är en japansk före detta fotbollsspelare.
Suzuki började sin karriär 1996 i Urawa Reds. Efter Urawa Reds spelade han för Yokogawa Electric och Albirex Niigata. 2002 blev han utlånad till Kyoto Purple Sanga. Med Kyoto Purple Sanga vann han japanska cupen 2002. Han gick tillbaka till Albirex Niigata 2004. 2007 flyttade han till Oita Trinita. Med Oita Trinita vann han japanska ligacupen 2008. Efter Oita Trinita spelade han för Kyoto Sanga FC, Tokyo Verdy, Giravanz Kitakyushu och Albirex Niigata Singapore. Han avslutade karriären 2013.